# Carl Dörr (Unternehmen)
Das Unternehmen Carl Dörr war eine Wiener Klavierfabrik. Die Klaviere von Dörr waren im 19. und 20. Jahrhundert maßgeblich an der Entwicklung des Klavierbaues beteiligt.

## Geschichte

Carl Dörr (1856–1934)

Carl Dörr in einer Huldigung der k.u.k. Hof- und Kammerlieferanten zum Thronjubiläum 1908

Daniel Dörr (* 1788/89 in Sonnenberg in Hessen; † 4. Jänner 1837 in Wien) war der Gründer der Klaviermacherdynastie. Er wanderte aus, ließ sich in Wien nieder und eröffnete 1817 in einem kleinen Hause am Mittersteig 1 im heutigen 4. Bezirk Wieden eine Klavierwerkstatt. Am 27. Mai 1818 wurde ihm das Wiener Bürgerrecht verliehen.
Sein Sohn Wilhelm Dörr (I.) (* 15. August 1819 in Wien, † ?), der ihm 1837 nachfolgte, führte das Geschäft anfangs in bescheidenem Umfang weiter, doch gelang es ihm, es im Laufe der Zeit zu ansehnlicher Blüte zu bringen. Bereits 1845 wurde anlässlich der Industrieausstellung in Wien dem Unternehmen eine Medaille verliehen. Wilhelm Dörr erhielt am 15. März 1850 eine Konzession und erscheint ab dem folgenden Jahr als Firmeninhaber. 1875 wurde die Fabrik in das der Firma gehörige Haus Hofmühlgasse 3 im 6. Bezirk Mariahilf verlegt, das Unternehmen gewann rasch und stetig an Bedeutung.
Wilhelms ältester Sohn Wilhelm (II.) (* 25. Mai 1851; † 1908 in Wien?) war Musiker und Musiklehrer am Theresianum und an der Musikschule Horak und komponierte Lieder und Kirchenmusik.
Der Drittgeborene Carl Dörr (Karl Dörr, * 30. Oktober 1856 in Wien; † 5. Mai 1934 ebenda) erlernte im väterlichen Betrieb das Klavierbauhandwerk und übernahm 1882 die Firma. Um 1899 konnte er die Fabrik erheblich vergrößern, indem er einen neuen großen Hoftrakt im selben Haus errichtete. Carl Dörr erhielt bei der Weltausstellung 1873 in Wien eine Verdienstmedaille und war seit 1893 Kammerlieferant der Erzherzogin Maria Immaculata, ab 1902 Kammerlieferant des Prinzen Mirko von Montenegro sowie k.u.k. Hoflieferant.
Der Ausbruch des Ersten Weltkrieges und der Zusammenbruch der Monarchie brachten dem Unternehmen schwere Zeiten, es konnte sich aber noch behaupten. Es bestand bis zum Tod von Carl Dörr und wurde 1936 gelöscht.
Die Firma genoss ein vorzügliches Renommee; ihre Fabrikate zählte man zu den besten Erzeugnissen der hochentwickelten Klavierindustrie der österreich-ungarischen Monarchie. Die Klaviere der Firma genießen bis heute einen Ruf als solide, konservativ gebaute Qualitätsinstrumente. Die Seriennummern lassen auf eine durchschnittliche Jahresproduktion von circa 200–300 Einheiten schließen.